# Jemaat Moul Blad
Jemaat Moul Blad  (in arabo جمعة مول البلاد‎?) è un centro abitato e comune rurale del Marocco situato nella provincia di Khémisset, regione di Rabat-Salé-Kénitra. Conta una popolazione di 5 619 abitanti (censimento 2014).